# Pantaleon Szyndler
Pantaleon Józef Szyndler (Wieluń, 26 luglio 1846 – Varsavia, 31 gennaio 1905) è stato un pittore polacco.
Esponente dell'arte accademica, è noto soprattutto per i suoi nudi artistici, le opere di arte religiosa e i dipinti orientalisti. Alcune delle sue tele si ispirano alla poesia romantica polacca, come quella del poeta Cyprian Norwid, suo amico, che ritrasse.

## Biografia

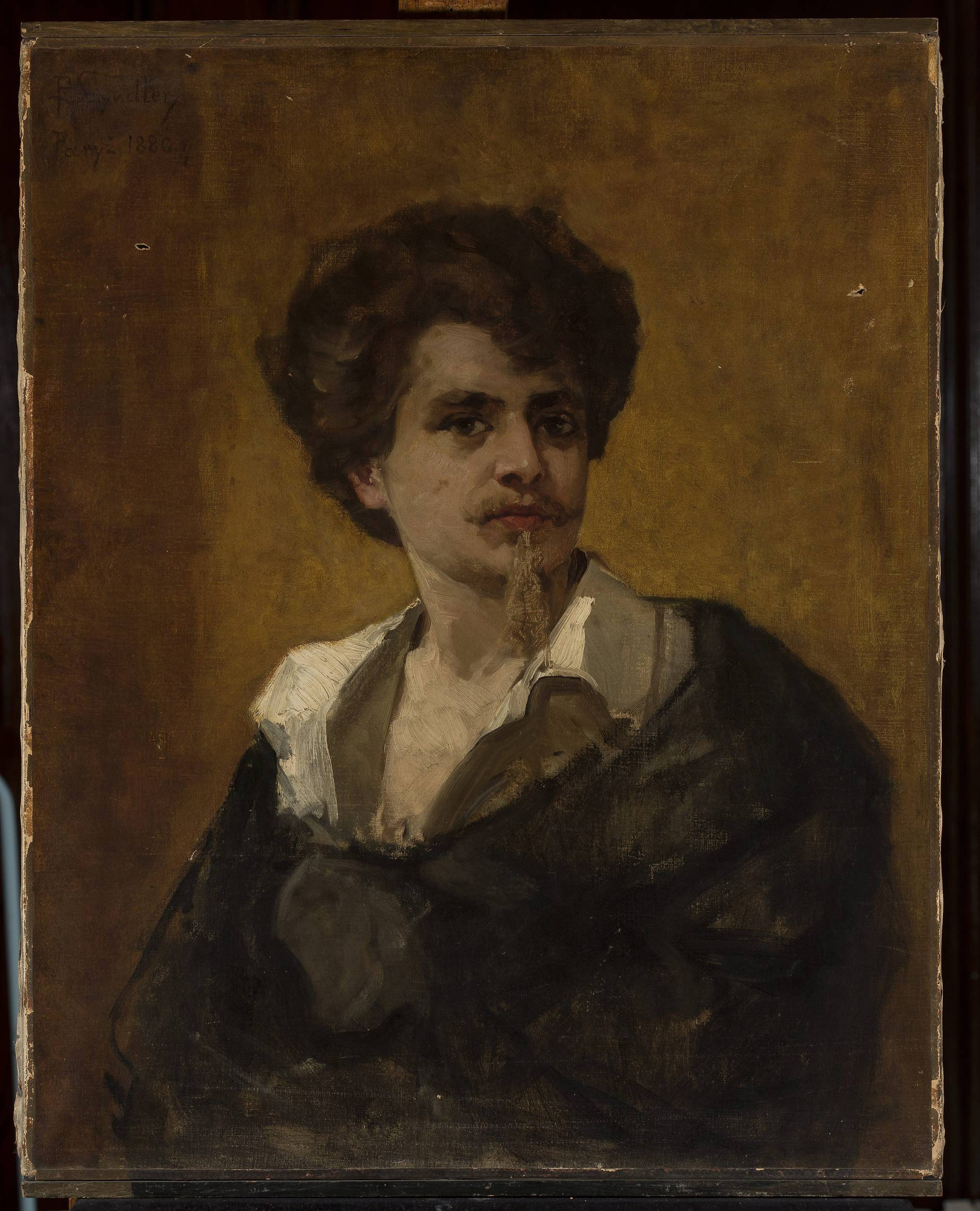
Un autoritratto di Szyndler del 1880.

Pantaleon Józef Szyndler nacque a Lipie, presso Wieluń, il 26 giugno 1846. Egli iniziò a studiare arte alla scuola di belle arti di Varsavia presso Rafał Hadziewicz. Grazie a una borsa di studio dalla "Società per l'Incoraggiamento delle Belle Arti" poté continuare i suoi studi all'estero. Dal 1870 al 1873, fu un iscritto all'accademia di belle arti di Monaco, sotto la direzione di Alexander Strähuber, Hermann Anschütz e Otto Seitz, dopodiché giunse all'Accademia di San Luca a Roma, dove lavorò con Luigi Cochetti. La sua formazione si concluse alla scuola di belle arti di Parigi, presso Alexandre Cabanel. Nella capitale francese egli espose alcune opere al Salone.
In Italia egli realizzò dei dipinti aventi come soggetto dei paesaggi e degli interni di chiese. Dopo essere tornato in Polonia, Pantaleon si stabilì a Varsavia e visse lì dal 1885 al 1894. In seguito si trasferì a Częstochowa, dove lavorò al monastero Jasna Góra, restaurando dei dipinti, e gestì una propria scuola d'arte.
Il suo dipinto raffigurante Eva si aggiudicò una menzione onorevole all'esposizione universale del 1889, ma causò delle controversie in Polonia. Alcuni critici ritennero che l'opera fosse troppo ardita e rendesse la "madre del genere umano" una donna in un boudoir, mentre altri affermarono semplicemente che la donna non corrispondeva a come loro ritenevano che sembrasse Eva. La rivista Biesiada Literacka si spinse a lamentarsi del fatto che i suoi piedi fossero troppo piccoli.
Nel 1895 Szyndler fece un viaggio lungo in Podolia e in Crimea, per poi tornare a Varsavia nel 1902 e morire lì tre anni dopo. Oggi molti suoi dipinti sono esposti al museo nazionale di Varsavia.

## Opere scelte

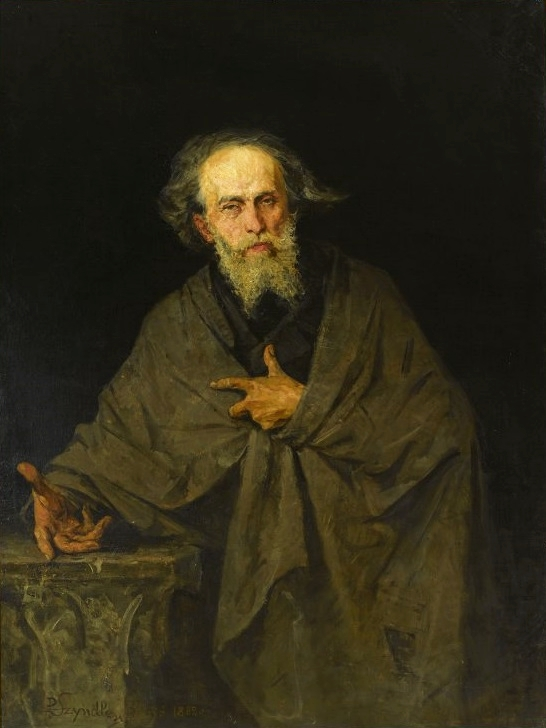
Ritratto di Cyprian Norwid, 1882

- Ritratto di Johann Wilhelm Kaiser, 1875 circa-1900 circa[7]
- Ragazza con l'abito blu, 1878
- Ofelia sulla tomba di suo padre, 1882
- Ritratto di Cyprian Norwid, 1882
- Bagnante, 1885
- Schiava, 1887
- Eva, 1889
- Ritratto della signora Spiess, 1891
- Ritratto del signor Spiess, 1891
- Interno della basilica di San Marco, data sconosciuta
- Odalisca, data sconosciuta[8]

## Galleria d'immagini

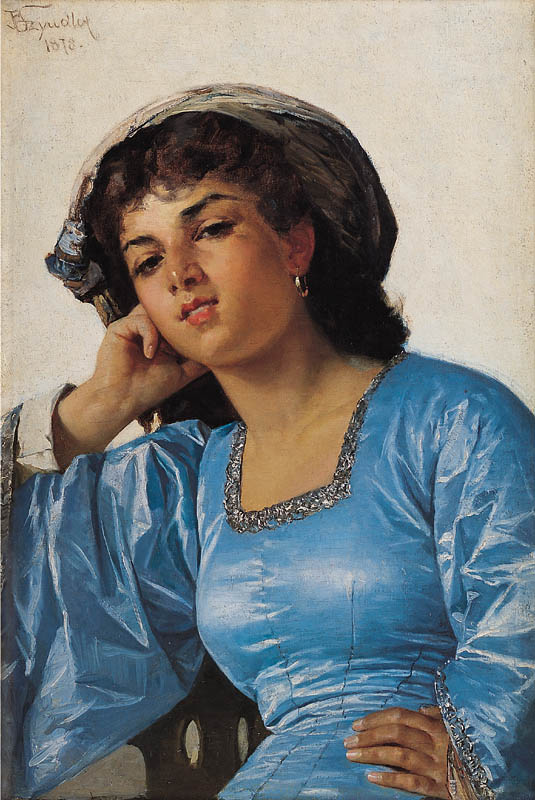
Ragazza con l'abito blu, 1878
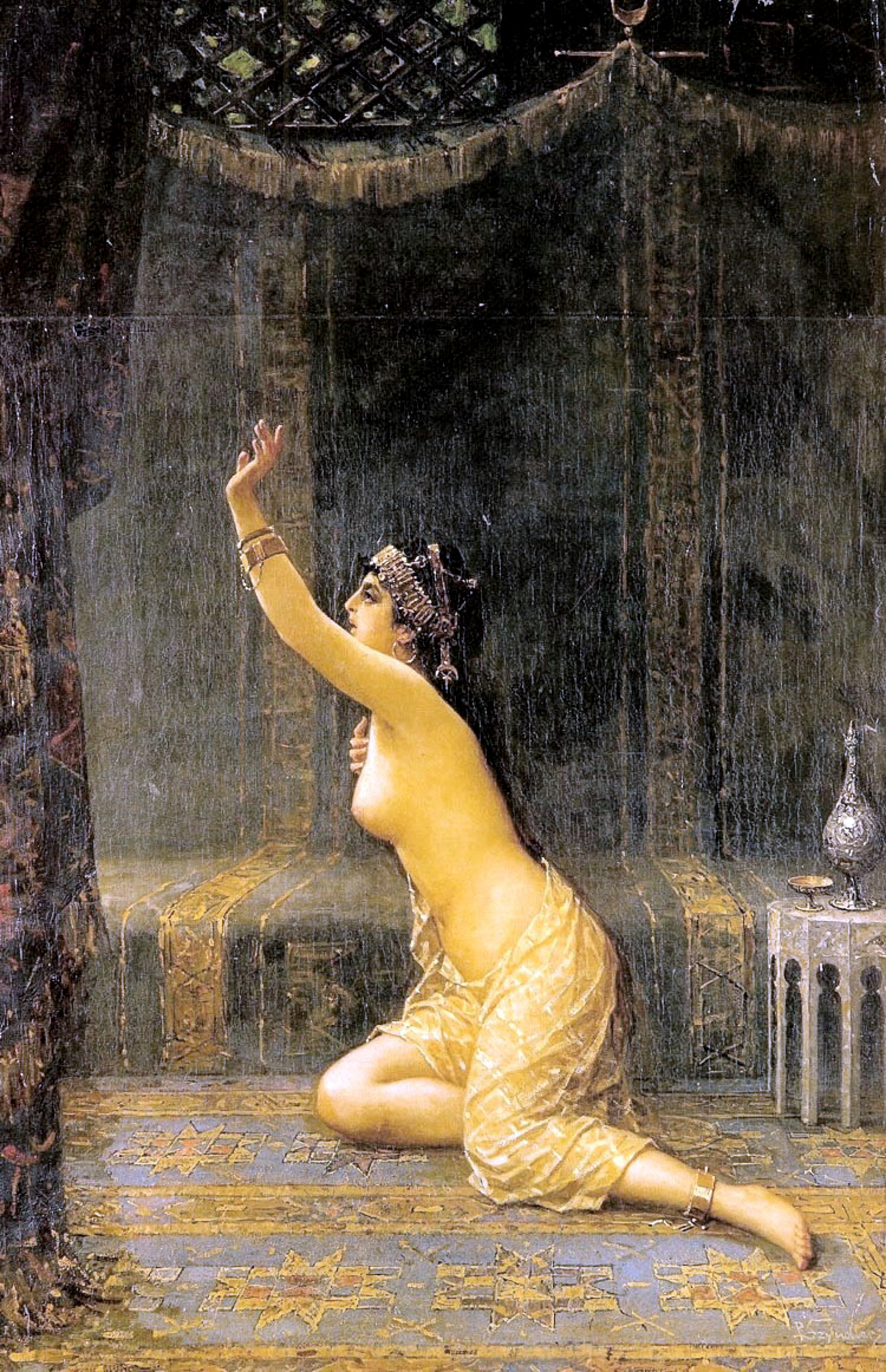
Schiava, 1887
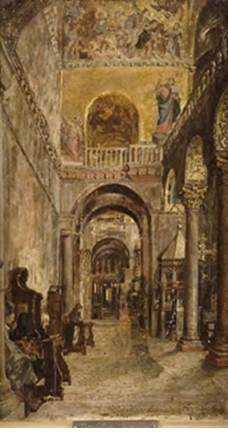
Interno della basilica di San Marco, data sconosciuta